# Oscar Johanson (skådespelare)
Carl Oscar Johanson, född 21 januari 1865 i Jakob och Johannes församling i Stockholm, död 21 juni 1943 i Göteborgs Kristine församling, var en svensk operasångare och skådespelare.
Johanson ämnade först bli målare och studerade några år vid Konstakademien men övergick sedan till Konservatoriet, där han studerade sång för Ivar Hallström samt dramatik för Frans Hedberg och Knut Almlöf. På Vasateatern som då var en operettscen debuterade han 1887. Conrad Nordqvist engagerade honom till Stockholmsoperan då han övertog denna.
Han var elev vid konservatoriet och Kungliga Teatern i Stockholm 1886–1887. Därefter följde engagemang vid Vasateatern 1887–1889, Stockholmsoperan 1889–1896 och Dramaten från 1896.
Utöver teatern var Johanson verksam som filmskådespelare. Han debuterade 1919 i Carl Barcklinds Hemsöborna och kom att göra sammanlagt fem filmroller, den sista 1921 i Gunnar Klintbergs Fru Mariannes friare.
Johansson gifte sig första gången 1888 med Emelie Forslund, född Molander (1860–1956), dotter till tulluppsyningsmannen Nils Edvall Molander. Med henne fick han fyra barn som fick namnet J:son Biuw, vilket senare blev enbart Biuw: Ruth Biuw (1889–1979), gift med prästen och rektorn Valfrid Hammer, konstnären Eric Biuw (1894–1962), Greta Biuw (1896–1983), gift med handelsrådet Torsten Vinell, och Karin Biuw (1897–1978), gift med direktör Erik Pontén. Äktenskapet med Emilia Molander upplöstes 1910.
Andra gången var han 1911–1921 gift med Ella Swahn, född Mauléon (1884–1967), dotter till stadsfiskalen Wilhelm Mauléon (och 1902–1910 gift med bankdirektören C. Olof M. Swahn). Makarna Johanson hade en son: skådespelaren Gunnar Björnstrand (1909–1986). Hon blev senare omgift Israelsson och Svensson.
Tredje gången gifte han sig 1929 med lagerföreståndaren Marta Fredrika Haglund (1893–1983). De är begravda på Kvibergs kyrkogård i Göteborg.

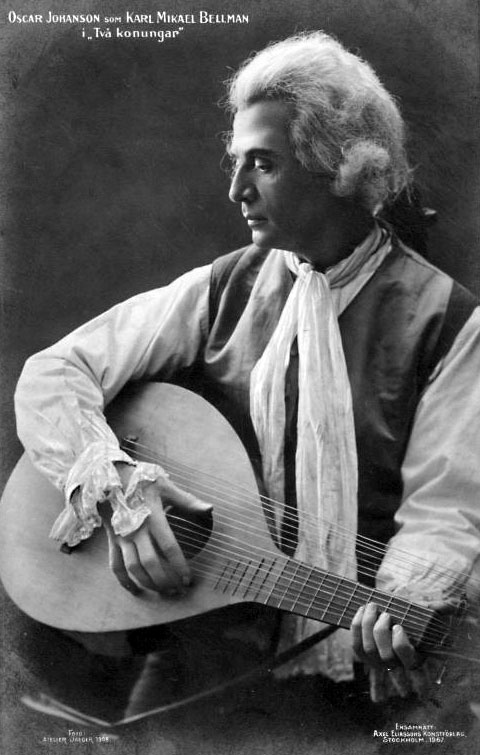
Oscar Johanson i Två konungar 1908.

## Filmografi
- 1919 – Hemsöborna
- 1920 – Bomben
- 1920 – Thora van Deken
- 1920 – Karin Ingmarsdotter
- 1921 – Fru Mariannes friare

## Teater

### Roller (ej komplett)
| År   | Roll                                   | Produktion | Regi                     | Teater                     |
| ---- | -------------------------------------- | --- | ------------------------ | -------------------------- |
| 1887 | Don Fernandez                          | Don Cesar Rudolf Dellinger                                                                                                | Emil Linden              | Vasateatern                |
| 1888 | En brasilianare                        | Pariserliv Jacques Offenbach                                                                                              |                          | Vasateatern                |
| 1888 | Nankipu, prins av blodet               | Den nye mikadon Arthur Sullivan                                                                                           |                          | Vasateatern                |
| 1889 | Popolani, alkemist hos riddar Blåskägg | Riddar Blåskägg Jacques Offenbach, Henri Meilhac och Ludovic Halévy                                                       |                          | Vasateatern                |
| 1898 | Ringenson                              | Gurli Petrus Holmiensis                                                                                                   |                          | Dramatiska Teatern         |
| 1899 | Klockaren                              | Stor-Klas och Lill-Klas Gustaf af Geijerstam                                                                              | Harald Molander          | Svenska teatern, Stockholm |
| 1901 | Prästen                                | Midsommareld Hermann Sudermann                                                                                            |                          | Svenska teatern, Stockholm |
| 1905 | Duifs son                              | Kedjan Herman Heijermans                                                                                                  |                          | Vasateatern                |
| 1905 | Adolf                                  | Fordringsägare August Strindberg                                                                                          |                          | Vasateatern                |
| 1906 |                                        | Stadens stolthet Gustav Wied                                                                                              |                          | Vasateatern                |
| 1906 | Lagerbokhållaren                       | Tant Cramers testamente Edgar Höijer                                                                                      |                          | Vasateatern                |
| 1906 | Maken                                  | Nejlikan Ugo Ojetti |                          | Vasateatern                |
| 1906 |                                        | Älskaren från Brasilien Lucien Armont                                                                                     |                          | Vasateatern                |
| 1907 | Kårstudenten                           | Gamla Heidelberg Wilhelm Meyer-Förster                                                                                    |                          | Svenska teatern, Stockholm |
| 1907 |                                        | Henrik IV William Shakespeare                                                                                             |                          | Svenska teatern, Stockholm |
| 1907 | Markisen                               | Vackra Marseillesiskan Pierre Berton                                                                                      |                          | Vasateatern                |
| 1907 | Henry Straker                          | Mannen och hans överman George Bernard Shaw                                                                               |                          | Svenska teatern, Stockholm |
| 1908 | Carl Michael Bellman                   | Två konungar Ernst Didring                                                                                                |                          | Svenska teatern, Stockholm |
| 1908 | Apotekaren                             | Dörren på glänt Oscar Blumenthal och Gustav Kadelburg                                                                     |                          | Svenska teatern, Stockholm |
| 1909 |                                        | Arsène Lupin Francis de Croisset och Maurice Leblanc                                                                      | Knut Nyblom              | Oscarsteatern              |
| 1909 | Titurus                                | En vintersaga William Shakespeare                                                                                         |                          | Svenska teatern, Stockholm |
| 1910 | Pastorn                                | Karlavagnen Tor Hedberg                                                                                                   |                          | Svenska teatern, Stockholm |
| 1910 |                                        | Högre politik Richard Skowronnek                                                                                          |                          | Svenska teatern, Stockholm |
| 1910 | Rättsbetjänten                         | Min nièce Gustaf von Horn                                                                                                 |                          | Svenska teatern, Stockholm |
| 1911 | Isolani                                | Wallenstein Friedrich Schiller                                                                                            | Gunnar Klintberg         | Svenska teatern, Stockholm |
| 1911 |                                        | Kärlekens ögon Johan Bojer                                                                                                |                          | Svenska teatern, Stockholm |
| 1911 | Klauffsky                              | Den starkaste Clyde Fitch                                                                                                 | Gunnar Klintberg         | Svenska teatern, Stockholm |
| 1911 |                                        | Den gamla goda tiden: Stockholmsbilder från 1830-talet Berndt Fredgren (pseudonym för Peter Fristrup och Hjalmar Selander |                          | Svenska teatern, Stockholm |
| 1912 |                                        | Höga rättvisan Lothar Schmidt                                                                                             | Sven Söderman            | Svenska teatern, Stockholm |
| 1912 |                                        | De fem frankfurtarna Carl Rössler                                                                                         |                          | Svenska teatern, Stockholm |
| 1912 |                                        | Monna Vanna Maurice Maeterlinck                                                                                           |                          | Svenska teatern, Stockholm |
| 1913 |                                        | Halvblod Algot Sandberg                                                                                                   |                          | Svenska teatern, Stockholm |
| 1914 | Svarte riddaren                        | Jungfrun av Orléans Friedrich Schiller                                                                                    |                          | Svenska teatern, Stockholm |
| 1915 | Borgmästaren Hofpoeten                 | Lycko-Pers resa August Strindberg                                                                                         | Gunnar Klintberg         | Svenska teatern, Stockholm |
| 1916 | Grefve von Asteberg                    | Gamla Heidelberg (Alt-Heidelberg) Wilhelm Meyer-Förster                                                                   |                          | Svenska teatern, Stockholm |
| 1917 | Nicholas Bacon                         | Kring drottningen Brita von Horn                                                                                          | Gunnar Klintberg         | Svenska teatern, Stockholm |
| 1919 | Peter                                  | Romeo och Julia (The Tragedy of Romeo and Juliet) William Shakespeare                                                     | Gunnar Klintberg         | Svenska teatern, Stockholm |
| 1922 | Jöran Persson                          | Gustav Vasa August Strindberg                                                                                             | Gunnar Klintberg         | Svenska teatern, Stockholm |
| 1923 | Gaspard, trotjänare                    | Lilla modellen Rudolf Eger                                                                                                | Gunnar Klintberg         | Svenska teatern, Stockholm |
| 1923 |                                        | En herre i frack André Picard                                                                                             | Nils Johannisson         | Svenska teatern, Stockholm |
| 1923 | Kapten Uggla på Bergs                  | Gösta Berlings saga Selma Lagerlöf                                                                                        | Gunnar Klintberg         | Svenska teatern, Stockholm |
| 1924 |                                        | Pärlhalsbandet Lothar Schmidt                                                                                             | Gunnar Klintberg         | Svenska teatern, Stockholm |
| 1925 |                                        | Alarmklockan Maurice Hennequin och Romain Coolus                                                                          | Gunnar Klintberg         | Vasateatern                |
| 1925 | Céléstin Maravel                       | Herrn som kommer klockan 5 Maurice Hennequin och Pierre Veber                                                             | Knut Nyblom Albert Ranft | Svenska teatern, Stockholm |
| 1925 | Evensen                                | Det stora barndopet Oskar Braaten                                                                                         | Pauline Brunius          | Vasateatern                |
| 1927 | Mäster André                           | Ljusstaken Alfred de Musset                                                                                               | Olof Molander            | Dramaten                   |
| 1927 | Teofil Somring                         | Ombord Prins Wilhelm | Olof Molander            | Dramaten                   |
| 1927 | Herr Purgon                            | Den inbillade sjuke Molière                                                                                               | Olof Molander            | Dramaten                   |
| 1928 | Professor Lüdin                        | Hoppla, vi lever! Ernst Toller                                                                                            | Per Lindberg             | Dramaten                   |
| 1928 | Reisse                                 | Diktatorn Jules Romains                                                                                                   | Per Lindberg             | Dramaten                   |
| 1928 | Doktor Pascoe                          | Ryktbarhet Arnold Bennett                                                                                                 | Gustaf Linden            | Dramaten                   |
| 1928 | Poseidon                               | Fåglarna Aristofanes | Olof Molander            | Dramaten                   |
| 1929 | Fouques                                | Äventyret Gaston Arman de Caillavet och Robert de Flers                                                                   | Karl Hedberg             | Dramaten                   |
| 1929 | Herr Pontius                           | Den oemotståndlige Jean Sarment                                                                                           | Olof Molander            | Dramaten                   |
| 1929 | Olibet                                 | Nyss utkommen! Édouard Bourdet                                                                                            | Gustaf Linden            | Dramaten                   |
| 1929 | Pietri                                 | Siegfried Jean Giraudoux                                                                                                  | Olof Molander            | Dramaten                   |
| 1929 | "Olle"                                 | Ringen du gav mig Oscar Rydqvist                                                                                          | Per Lindberg             | Dramaten                   |
| 1931 | Pamphilius                             | Karusellen George Bernard Shaw                                                                                            | Gustaf Linden            | Dramaten                   |
| 1931 | Borgmästare Nupkins                    | Pickwick-klubben František Langer efter Charles Dickens                                                                   | Olof Molander            | Dramaten                   |